# 山下永玖
山下 永玖（やました えいく、1999年12月19日 - ）は、日本の歌手、俳優。
山梨県甲府市出身で、スターダストプロモーション制作3部に所属し、5人組ダンス&ボーカルグループ・ONE N' ONLYのボーカルとして活動している。かつてはEBiDAN内のユニット・さとり少年団のメンバーでもあり、グループ両立期を経て現在はONE N’ ONLYに専念している。
幼少期から音楽に親しみ、高い歌唱力とパフォーマンス力で知られる。俳優としてもテレビドラマや映画に出演し、多方面で活動している。

## 略歴
1999年、山梨県甲府市に生まれる。幼い頃より父親の影響で音楽に親しみ、名前の「永玖」も父が敬愛するロック歌手・矢沢永吉から取られたという。6歳でドラムを始め、小学3年生の頃には大人のバンドに混ざってライブハウスで演奏し始めるなど、早くから演奏経験を積んだ。小学5年生でギターも手にし、弾き語りのシンガーソングライターとして活動を開始する。2011年頃からは自身のYouTubeチャンネル「HARMONIZE1219」で歌や演奏の動画配信を始め、路上ライブやイベント出演も行った。中学時代の2014年にはテレビ東京の歌唱コンテスト番組『THEカラオケ★バトル』U-18大会に出場し、準優勝を果たしている。
地元のライブハウス「甲府CONVICTION」での演奏映像が事務所関係者の目に留まり、同ライブハウスに問い合わせたことがきっかけでスカウトされた。その後、高校進学を機に2015年からスターダストプロモーションに所属し、芸能活動を本格化させる。同年7月、EBiDAN発の3人組ダンス＆ボーカルユニット「さとり少年団」をメンバー全員高校1年生（1999年生まれ）で結成し、ボーカル担当として活動を開始。9月12日にミューザ川崎で初のストリートライブを開催して以降、約2年間にわたり路上ライブを重ねて実力を磨いていった。高校在学中の2017年11月15日、さとり少年団としてデビューシングル「ヘルプ ユー」をリリースし、本格CDデビューを果たす。グループはクールなラップと磨き抜かれたダンスパフォーマンス、そして永玖のハスキーで伸びやかな歌声による高い歌唱力を武器に「EBiDAN屈指の実力派」と評された。
2018年4月、さとり少年団と4人組ユニットEBiSSHによる合同プロジェクト「One And Only」が発表され、同年5月より新グループONE N’ ONLYとしての活動を開始する。11月21日には1stシングル「I’M SWAG」でCDデビューを果たした。ONE N’ ONLY結成後も引き続きさとり少年団と並行して活動したが、2020年1月にEBiSSHとさとり少年団の活動休止が発表され、ONE N' ONLYに専念することになった。グループの合体により楽曲やライブの規模は一段と拡大した。以降、ONE N’ ONLYのボーカルとして多数の楽曲リリースやライブ出演を重ね、2020年4月には1stアルバム『ON’O』を発表している。
山下はグループ活動と並行して俳優業にも進出し、2018年頃からテレビドラマや映画に出演し始めた。テレビ神奈川の情報番組『猫のひたいほどワイド』では2018年4月より若手俳優リポーター「猫の手も借り隊」の木曜イエローメンバーとしてレギュラー出演し、2020年3月まで約2年間にわたり生中継リポートなどを担当した。また2018年にはドラマ『主婦カツ!』第7話（NHK BSプレミアム）で連続ドラマに初登場し、翌2019年にはフジテレビ『痛快TV スカッとジャパン』や東海テレビ・フジテレビ系ドラマ『それぞれの断崖』にエピソード出演している。2021年、日本テレビ系の連続ドラマ『FAKE MOTION －たったひとつの願い－』に直江智弘役で出演し、同作の舞台版（2021年4月上演）にも同役で参加した。
2022年7月、ONE N’ ONLYのメンバーとしてブラジル・サンパウロで開催された南米最大級の日本文化イベント「Anime Friends 2022」に出演し、グループにとって初の海外ライブパフォーマンスを成功させた。TikTokを中心としたSNSでの発信により南米で人気を博していた経緯もあり、この海外進出は目標の一つでもあったという。2023年4月にはグループ単独による初の海外ツアー「LATIN TOUR 2023」を開催し、ブラジル国内3都市を巡る公演を無事完走した。同年10月からは全国47都道府県を巡るライブツアー「ONE N’ SWAG ～Hook Up!!!!!!～」を開催し、約半年間かけて全国各地で公演を実施。ツアーファイナルは2024年4月27日、グループ史上最大規模の会場となるパシフィコ横浜国立大ホールで行われ、満員の観客とともにツアーを締めくくった。
このように精力的なライブ活動を展開する一方、個人の俳優活動でも引き続き活躍しており、2024年にはドラマ『彩香ちゃんは弘子先輩に恋してる』（MBS）や『クラスメイトの女子、全員好きでした』（読売テレビ）など複数の作品に出演。2025年には映画『悪い夏』（3月20日公開）、人気漫画原作の実写映画『山田くんとLv999の恋をする』（3月28日公開）に出演した。

## 人物

### 性格・特徴
明るく天真爛漫な性格で知られ、周囲からは「天然」と評されることが多い。ライブのMC中に何度も言い間違えてしまうなどマイペースな一面があり、その飾らない人柄がファンやメンバーに愛される要因となっている。一方で音楽に向き合う姿勢は真摯でプロ意識が高く、ステージ上では力強い歌唱とパフォーマンスで観客を魅了するギャップが魅力だと指摘されている。メンバー曰く「普段はふわっとしていてその場の空気を和ませる力がある」が、「音楽面ではしっかり者でカッコいい」人物であり、そのギャップが面白いという。自他共に認める負けず嫌いで努力家な一面も持ち合わせており、周囲を驚かせるような行動力を発揮することもある。

### 趣味・特技
幼少より培った音楽の才能を持ち、趣味は音楽鑑賞や楽器演奏のほか、バスケットボールやサッカー、ゲームなど多岐にわたる。少年時代はバスケ部でポイントガードを務めるなどスポーツ万能で、グループ内でも随一の運動神経の良さを誇る。初めて見る宙返り技もすぐに習得してしまうほど身体能力が高く、ダンスパフォーマンスにもそのスキルが活かされている。特技はドラムやギター、ベースといった楽器演奏全般で、即興での弾き語りもできるほどの腕前を持つ。小学校時代から作詞作曲も手掛けており、自身の音楽活動において楽曲制作に関わることもある。そのほか器械体操やイラスト制作、ピアノ演奏など多彩な才能を発揮している。

### 評価・愛称
ONE N’ ONLY結成当初、山下は最年少メンバー（結成時18歳）ながら年上組にも物おじせず発言する“毒舌キャラ”としてグループ内で親しまれた。元々さとり少年団時代には小動物のような愛らしいキャラクターと言われていたが、合同グループでは逆に年上メンバーに食ってかかる弟気質として新鮮さを見せたという。そのユーモラスな掛け合いもあってメンバーやファンから可愛がられ、バラエティ番組などでも明るいムードメーカーとして活躍している。公式ブログなどでは漢字の読み間違いや独特の言い回しが度々話題となり、“天然ボケ”な言動にファンから笑いが起きることも多い。一方で歌唱力についてはデビュー当初から高い評価を受けており、ハスキーで伸びのあるボーカルはグループの武器となっている。またその童顔ぶりから「中学生に間違われるほど」とも言われ、自身でも幼く見られることをネタにすることがある。

### 交友・影響
家族構成は両親と姉がおり、幼い頃より音楽好きの父親から大きな影響を受けている。幼稚園の頃には父の好きな矢沢永吉の物真似でリーゼントにサングラス姿で歌ったりしており、それが音楽活動の原点となった。小学1年生でドラムを始めたきっかけも両親の勧めによるもので、以降も家族のサポートのもと音楽の道を歩んできた。敬愛するアーティストの一人に日本のロック歌手・横山健を挙げており、山下が中学生の頃に投稿した楽曲カバー動画が横山本人の目に留まりライブに招待されたことがあるという。その出来事は自身にとって大きな励みとなり、「いつか自分も同じステージに立ちたい」とプロ志向を強める契機になったと語っている。また歌唱面では安全地帯の玉置浩二に影響を受けており、変声期で高音が出なくなった10代半ばに玉置の曲「メロディー」を練習したことで新たな発声法を掴んだ経験がある。こうした多方面の音楽的ルーツと出会いが現在の表現スタイルに繋がっている。プライベートではメンバー同士仲が良く、特に同学年で結成したさとり少年団のメンバー（高尾・上村）とはレッスン生時代から切磋琢磨した戦友である。グループ合同後に加入したEBiSSH出身メンバーとも打ち解けており、映画鑑賞に一緒に出かける間柄になるなど良好な関係を築いている。これら周囲の支えと影響を受けながら、永玖はグループ最年少ながら中心的ボーカルとして唯一無二の存在感を発揮している。今後もその多才さと愛されキャラを武器に、ファンや仲間たちに夢を与える存在であり続けることを目指している。

### キャラクター・エピソード
さとり少年団時代の自己紹介フレーズは「サバンナのプレーリードッグ」であり、そのユニークなワードチョイスがファンの間で親しまれていた（現在は行われていない）。また、テレビ神奈川『猫のひたいほどワイド』に木曜イエローとして初出演した際、MCの藤田玲に「あだ名をつけてほしい」と申し出たところ、「くっきー」というあだ名を授けられ、以後一部でその愛称でも呼ばれるようになった。

### 音楽との出会い
音楽活動を始めたきっかけは、幼稚園時代に父の影響で矢沢永吉のモノマネをしていたことと、小学1年生のときに両親から「ドラムをやってみないか」と勧められたことだった。また、ストリートライブを始めた動機は、小中学生時代に心臓病の少年が移植手術のため募金を必要としているという新聞記事を読み、「自分にできることがあるのでは」と考えたことに由来する。実際に路上で演奏し募金を集め、その資金を本人に届けた。少年は無事に手術を受け、現在も元気に暮らしているという。

### 特技・成長背景
幼稚園ではバイオリンや和太鼓を習っており、音楽的素養はこの頃から育まれていた。中学時代にはバスケットボール部に所属し、ポイントガードを務めていた。非常に活発な性格で、幼少期から学生時代にかけて数々の怪我を経験。膝や頭頂部を縫う怪我、靱帯損傷、さらには複数回の骨折を経験しており、あるときは捻挫の通院中に「半年ほど前に自然治癒していた骨折」が偶然発見されたこともあったという。

## 出演

### テレビドラマ
- 戦慄女子 トル女編（2018年9月22日、エンタメ～テレ） - あつし 役[32][33]
- 主婦カツ! 第7話（2018年11月18日、BSプレミアム） - 牧原浩樹 役
- 痛快TV スカッとジャパン（2019年5月27日・7月29日、フジテレビ）
- それぞれの断崖 第8話（2019年9月29日、東海テレビ・フジテレビ系全国ネット）[16]
- FAKE MOTION -たったひとつの願い-（2021年1月20日 - 3月11日、日本テレビ） - 直江智弘 役[17]
- 早朝始発の殺風景 第3話（2022年11月4日、WOWOW）[34]
- パティスリーMON 第7話（2023年2月21日、テレビ東京）- 三島 役[35]
- 彩香ちゃんは弘子先輩に恋してる（2024年7月5日 -  8月23日、毎日放送） - 熊谷亮 役[22]
  - 彩香ちゃんは弘子先輩に恋してる 2nd Stage（2025年6月27日 - 、毎日放送）[36]
- クラスメイトの女子、全員好きでした 第9話（2024年9月5日、読売テレビ・日本テレビ系） - 雪丸 役[23]
- レッドブルー（2024年12月18日 - 2025年2月12日、MBS・TBS） - 玉松光太 役[37]
- MADDER その事件、ワタシが犯人です（2025年4月11日 - 6月13日、関西テレビ・フジテレビ） - 宮内大翔 役[38]
- タクミくんシリーズ －Drama－（2025年9月21日 - 〈予定〉、BSフジ・FOD） - 三洲新 役[39]

### バラエティ
- THEカラオケ★バトル U-18歌うま選手権 準優勝（2014年7月30日、テレビ東京）
- 猫のひたいほどワイド （2018年4月5日 - 2020年3月26日、テレビ神奈川） - 3代目木曜イエロー[14][15]
  - 2019年度下期チャンピオン
  - 不定期コーナー：永玖の部屋

### 映画
- 傷だらけの悪魔（2017年） - 舞のクラスメイト 役[40]
- 海辺の週刊大衆（2018年）[41]
- たった一度の歌（2018年）[42]
- バトルキング!! -We'll rise again-（2023年3月10日） - 主演・高坂源二郎 役（ONE N' ONLYとして主演）[43]
  - BATTLE KING!! Map of The Mind -序奏・終奏-（2025年2月14日・3月14日）[44][45]
- 悪い夏（2025年3月20日）[46]
- 山田くんとLv999の恋をする（2025年3月28日） - 古川たくま 役[47]

### ショートフィルム
- ネスレシアター on YouTube「そちらの空は、どんな空ですか」（2015年）[48]

### 舞台
- 舞台「FAKE MOTION -卓球の王将-」（2020年7月2日 - 10日、品川プリンスホテル ステラボール / 17日 - 26日、AiiA 2.5 Theater Kobe） - 直江智弘 役　2021年春に延期[49]。
- 舞台「FAKE MOTION -THE SUPER STAGE- 」（2021年4月19日 - 5月2日、品川プリンスホテル ステラボール） - 直江智弘 役[18]

### ラジオ
- E-ne！～good for you～（fm yokohama、6月18日）
- 猫のひたいほどワイドの中継先から（6月21日）

### 書籍
- 王子辞典 The NEW WAVE（2018年）[50]

### ライブ・イベント
※スターダストプロモーションでの活動のみ
- tvk『秋じゃないけど収穫祭2018』猫のひたいほどワイドステージ（2018年5月27日）[51]
- 猫のひたいほどワイド 祝3周年感謝祭 ～バッジより大切なもの～（2019年3月9日）[52]
- 山梨県警察「1日通信指令課長」（2020年1月10日）[53]
- 猫のひたいほどワイド 祝４周年感謝祭　～ホワイトナイトの贈り物～(2020年3月14日)[54]新型コロナウイルス感染対策の政府の要請により中止
- FAKE MOTION –卓球の王将- オンラインファンミーティング 第1・2部（2020年6月14日）[55]
- FAKE MOTION 2021 SS LIVE SHOW（2021年3月25・26日、東京ガーデンシアター）[56]

## 作品

### シングル
| 発売日        | タイトル                           | 規格                  | 規格品番                   | 参加曲               | 出典          |
| ------------- | ---------------------------------- | --------------------- | -------------------------- | -------------------- | ------------- |
| 2021年2月24日 | FAKE MOTION －たったひとつの願い－ | CD+DVD                | TYCT-39148 （初回限定盤A） | 全形態共通 04. SMASH | [ 57 ] [ 58 ] |
| 2021年2月24日 | FAKE MOTION －たったひとつの願い－ | CD+フォトブックレット | TYCT-39149 （初回限定盤B） | 全形態共通 04. SMASH | [ 57 ] [ 58 ] |
| 2021年2月24日 | FAKE MOTION －たったひとつの願い－ | CD+フォトブックレット | TYCT-39150 （初回限定盤C） | 全形態共通 04. SMASH | [ 57 ] [ 58 ] |
| 2021年2月24日 | FAKE MOTION －たったひとつの願い－ | CD                    | TYCT-39151 （通常盤）      | 全形態共通 04. SMASH | [ 57 ] [ 58 ] |